# Convento de la Santísima Trinidad (Burgos)
El convento de la Santísima Trinidad de Burgos fue un convento trinitario desaparecido en la actualidad que se hallaba en la ciudad de Burgos, Comunidad de Castilla y León (España). Fue fundado a principios del siglo XIII por San Juan de Mata, fundador de la Orden Trinitaria. Actualmente es la sede de Cáritas Diocesana de la ciudad de Burgos.
Durante la Guerra de la Independencia Española fue saqueado y destruido por las tropas francesas y, posteriormente, los frailes trinitarios se vieron obligados a abandonar el convento en 1836, durante la Desamortización de Mendizábal. Ese mismo año las ruinas del edificio comenzaron a ser demolidas. 
Se encontraba al norte de la ciudad de Burgos y sus ruinas, que fueron rehabilitadas a principios del siglo XXI, se encuentran cerca de las del monasterio de San Francisco de Burgos, que fue demolido en 1836.
Al suroeste de lo que constituyó el conjunto monacal, el Dr. Rafael Vara estableció en 1941 una clínica privada de reconocida fama de la que solo se conserva un pabellón en el que se encuentra la OMIC (Oficina Municipal de Información al Consumidor) y la mayor parte de lo que fue el convento actualmente es la sede de Cáritas y el resto de lo que fue su solar lo ocupan hoy el parque del Doctor Vara, el colegio público de Venerables y alrededores de la calle y parque de Venerables.

## Historia del edificio

### El primitivo convento de la Trinidad de Burgos

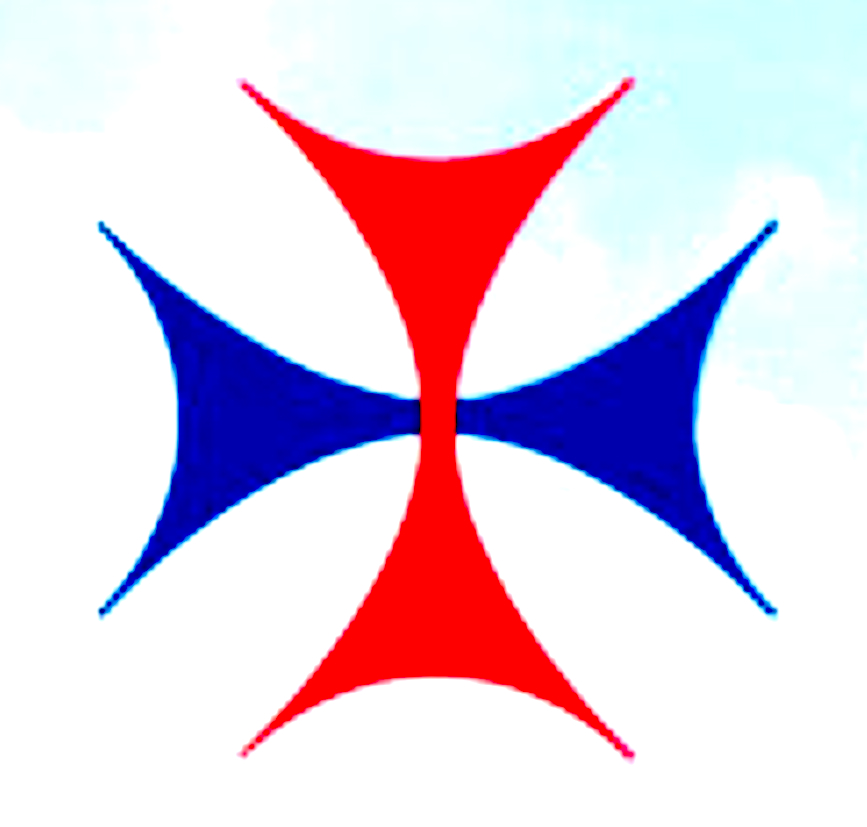
Cruz de la Orden Trinitaria, usada hasta el

La Orden Trinitaria fue fundada por San Juan de Mata y su Regla fue aprobada por el papa Inocencio III, con ligeros retoques del texto presentado por su fundador, el 17 de diciembre de 1198, mediante la bula Operante divinae dispositiones, siendo el principal propósito de la Orden rescatar a los cautivos cristianos que se encontraran en poder de los musulmanes.
Según refiere el Padre Enrique Flórez en su obra España sagrada, el convento de la Santísima Trinidad de Burgos fue fundado durante el reinado de Alfonso VIII de Castilla por San Juan de Mata, fundador de la Orden Trinitaria y, para ello, el monarca castellano, según refieren algunos cronistas, aunque otros omiten ese detalle, donó a los trinitarios su palacio de Burgos, aunque otros sostienen que fue solamente una parte del palacio, y otros por el contrario afirman que los terrenos donados se hallaban en las inmediaciones del palacio.
El primer documento conservado que hace referencia al convento de la Santísima Trinidad data del 14 de marzo de 1207, y mediante dicho documento el rey Alfonso VIII de Castilla confirmó las donaciones que habían realizado al convento, independientemente una de la otra, Donato Guillermo y Domina Catalana. El documento regio que confirma la importante donación de Domina Catalana de propiedades en Huérmeces, Monasterio, Rubiales, Palacios de Benaver y otras villas de Lara y Burgos, fue otorgado por el rey durante una de sus estancias en el municipio de Atienza.
 

En 1221 el obispo Mauricio, junto con el cabildo de la catedral de Burgos, concedió al convento de la Trinidad de Burgos, después de repetidas súplicas por parte de Fray Guillermo Scoto, el derecho a que los frailes trinitarios tuviesen oratorio y cementerio. En el cementerio podrían ser enterrados los frailes, los familiares de la Orden Trinitaria, y los pobres que falleciesen en el Hospital que los trinitarios tenían a su cargo en la ciudad de Burgos, aunque se impuso al convento la condición de que en el oratorio, que habría de estar situado en el interior del recinto del Hospital o en el de las oficinas, no podrían ser celebrados oficios divinos, ni ser administrados sacramentos, ni ningún vecino de Burgos podría recibir sepultura en él, a excepción de los frailes, los familiares de la Orden, y los pobres alojados en el Hospital. No obstante, dichas restricciones fueron limitadas posteriormente.

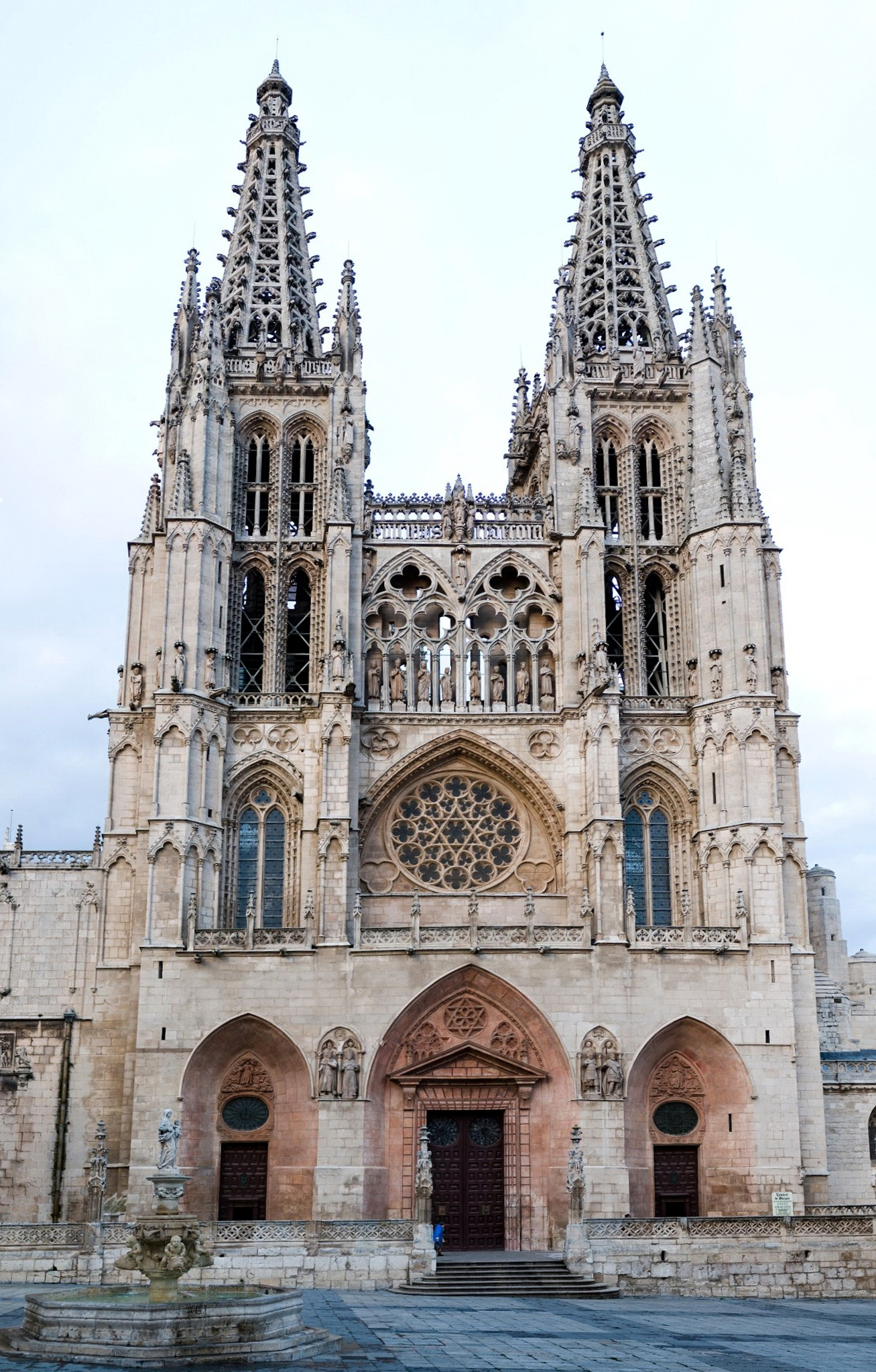
Catedral de Burgos

La primitiva iglesia del convento de la Trinidad se encontraba situada junto a la Puerta de San Gil de las murallas de Burgos. Entre las familias de la nobleza que beneficiaron al monasterio de la Trinidad destacó la familia Rojas, que fundó y dotó la capilla de Santa María Magdalena, que hizo las veces de capilla mayor de la primitiva iglesia del convento, y en la que varios miembros de esa familia fueron sepultados.
En los primeros tiempos hubo enfrentamientos entre la familia Rojas, propietarios de numerosas tierras en la región burgalesa de La Bureba, y los frailes trinitarios, pues Diego Alfonso de Rojas se apoderó de los bienes que el convento poseía en el municipio burgalés de Rojas, y que habían sido vendidos al convento previamente por Rodrigo Díaz de Rojas y por su hijo Diego Ruiz, aunque dicho pleito finalizó en 1223, durante el reinado de Fernando III de Castilla, siendo resuelto a favor de los trinitarios. Por otra parte, Fernán González de Rojas disfrutó durante su vida de numerosos bienes pertenecientes al convento de la Trinidad, aunque dichos bienes fueron devueltos al cenobio por sus hijos en 1271.
En 1262 Rodrigo Díaz de Rojas y su esposa donaron al convento diversas heredades en Los Tremellos y en Pedrosa de Río Urbel, y en 1299 Juan Fernández de Rojas donó al convento diversos bienes en Carcedo de Yuso. En 1309, Juan Rodríguez de Rojas y su esposa cedieron al convento diversos bienes en Hornillos del Camino, y en 1387 Juana de Toledo, hija de Diego García de Toledo y esposa de Sancho Sánchez de Rojas, donó al convento diversas heredades situadas en el término de Piérnigas y, en 1393, la misma dama entregó al convento una renta anual de 2.000 maravedís procedentes de las salinas de Poza de la Sal, procediendo parte de dicha suma de los 3500 maravedís de la merçet perpetua que la donante había recibido de manos del rey Enrique II de Castilla.
A finales del siglo XIV el convento de la Trinidad poseía tierras y propiedades repartidas por más de cincuenta lugares diferentes, aunque más del noventa por ciento de las propiedades que llegó a reunir procedían de diversas donaciones de particulares. Las propiedades del convento se extendían por diferentes zonas, aunque la mayoría de ellas se concentraban al norte y noreste de la ciudad de Burgos. Está documentado que entre el momento de su fundación y el año 1400 el convento recibió 42 donaciones de bienes inmuebles.
Los sucesivos monarcas de Castilla y León no cedieron bienes ni rentas al convento de la Trinidad, a pesar de que le otorgaron su protección y ordenaron que los privilegios de que disfrutaba el cenobio fueran respetados, y que a los frailes se les permitiera ejercer sus labores asistenciales.
En 1366, por orden del rey Pedro I de Castilla, fue demolido el primitivo convento de la Trinidad de Burgos, en el transcurso de la Guerra Civil Castellana, que enfrentó a Pedro I con su hermanastro Enrique de Trastámara, hijo ilegítimo de Alfonso XI de Castilla. 
Tras la demolición del primitivo convento de la Trinidad, la capilla de Santa María Magdalena sirvió de iglesia hasta el año 1375, y en esa capilla tuvo lugar el milagro, según refiere la tradición, ocurrido a la imagen del Stmo. Cristo de Burgos. Durante la demolición del convento, en 1366, un trozo del techo se desprendió y dio en la nariz de la imagen, de la que comenzó a brotar la sangre y, según refieren algunos autores, la sangre derramada cayó encima del altar, aunque otros afirman que cayó sobre el ceñidor que rodeaba las partes pudendas del Cristo o sobre un cendal, y otros autores señalaron que la sangre derramada fue recogida por una doncella.

### El nuevo convento de la Santísima Trinidad de Burgos (1366-1836)

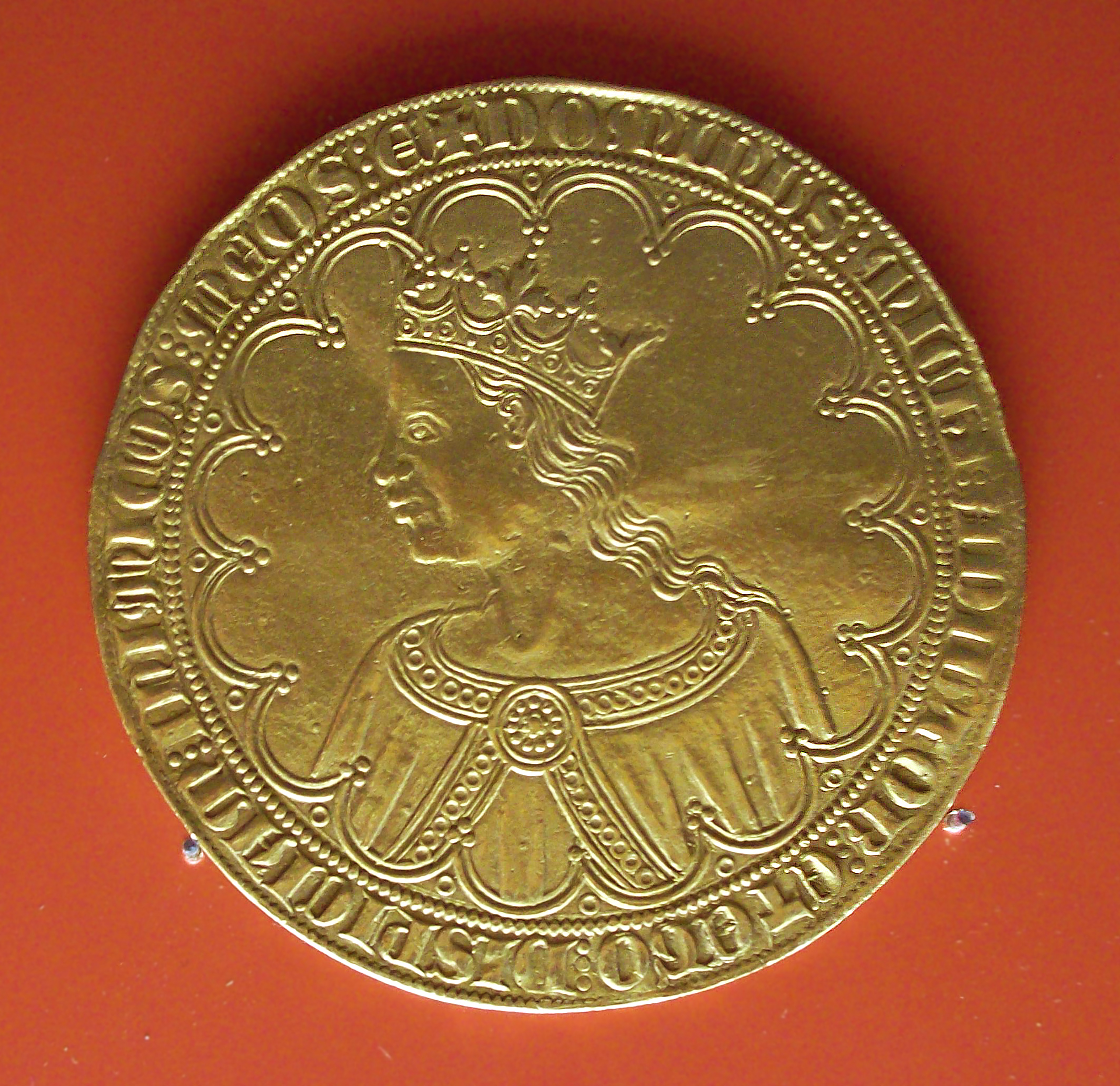
Gran dobla o dobla de a diez de Pedro I de Castilla acuñada en Sevilla en 1360 (M.A.N., Madrid)

En 1371 la comunidad de frailes trinitarios obtuvo un nuevo terreno, situado junto al anterior, para levantar una nueva iglesia en la ciudad de Burgos, cuya construcción se llevaba a cabo en 1390, durante el episcopado de Domingo de Arroyuelo, obispo de Burgos.
Garci IV Fernández Manrique de Lara, primer conde de Castañeda, y su esposa Aldonza de Castilla, patrocinaron la construcción de la nueva iglesia y del nuevo convento de la Trinidad y, posteriormente, sus descendientes continuaron beneficiando al convento y dotándolo con numerosos ornamentos y alhajas y, por ello, los escudos de la familia Manrique de Lara se hallaban colocados en numerosos lugares del desaparecido convento.
Los condes de Osorno, que eran descendientes del primer conde de Castañeda, y según consta en las Pruebas de la Historia de la Casa de Lara, obra escrita por Luis de Salazar y Castro, donaron al convento de la Trinidad numerosos ornamentos, joyas y vasos sagrados, contándose entre ellos casullas, capas, dalmáticas, cálices, cruces y otros objetos de plata y oro.
En el convento de la Santísima Trinidad había Estudios de Artes y Teología, con noviciado, y de sus aulas, según afirma el Padre Flórez, salieron predicadores, mártires, obispos y arzobispos. El convento, que llegó a ser el más próspero de la Orden Trinitaria en Castilla, era el lugar de residencia del Padre Provincial de Castilla y vicario de la misma para toda España.
El nuevo convento de la Trinidad contaba con dos claustros, y en uno de ellos recibían sepultura los frailes trinitarios de la comunidad y, según refiere el Padre Enrique Flórez en su obra España Sagrada, en él se conservaban en el siglo XVIII algunos cuerpos incorruptos. También disponía, según refiere el mismo autor, de una huerta muy capaz y preciosa.
En 1592 se fundó la Cofradía de la Sangre de Cristo, cuya imagen titular era el Stmo. Cristo de Burgos, y procesionaba el Domingo de Ramos. La cofradía tenía concedido el Jubileo de las Cuarenta Horas, aunque fue decayendo con el paso del tiempo y se extinguió por falta de hermanos hacia 1770.
El 5 de octubre de 1615, durante la visita que el rey Felipe III y su familia hicieron a la ciudad de Burgos, se le entregaron al príncipe de Asturias, que posteriormente reinaría como Felipe IV, y a su hermana, la infanta Ana de Austria, dos de las dieciséis gotas de sangre que según la tradición había derramado la imagen del Stmo. Cristo de Burgos en 1366, durante la demolición del primitivo convento de la Trinidad.
 

Durante la Guerra de la Independencia Española, que comenzó en 1808, el convento de la Santísima Trinidad fue saqueado y destruido por las tropas francesas. Entre las obras de arte de las que se apoderó el general francés Jean Barthélemy Darmagnac, figuran tres cuadros pequeños, de la escuela de Alberto Durero, que representaban diferentes escenas de la Pasión de Cristo y que se encontraban en la sacristía de la capilla del Stmo. Cristo de Burgos del convento de la Trinidad.

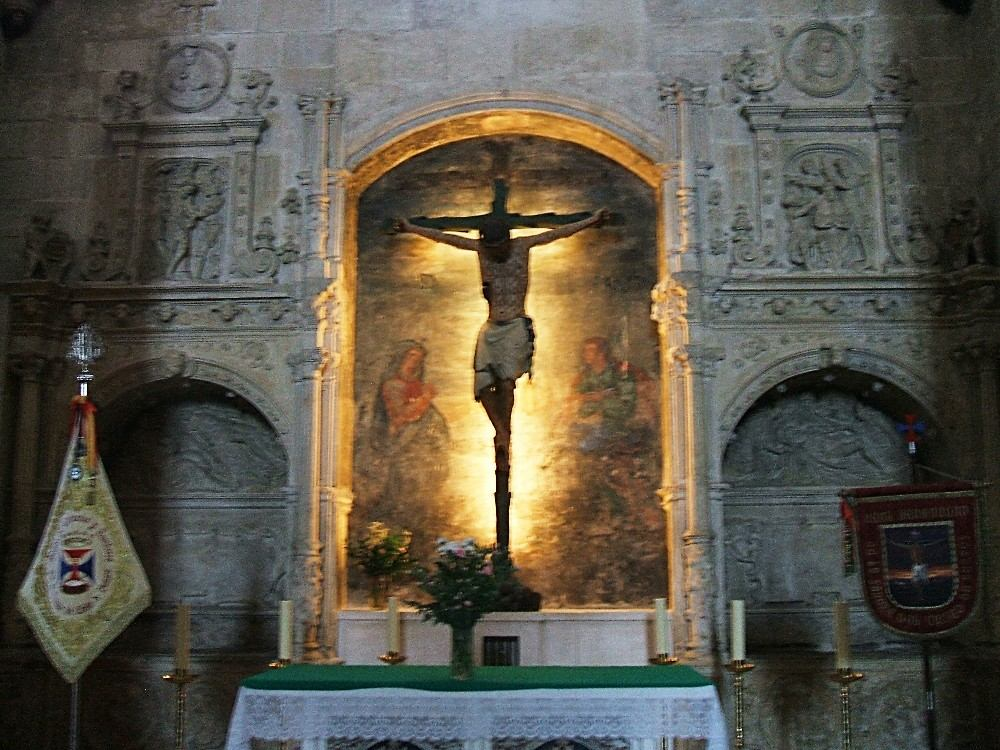
Imagen del Stmo. Cristo de Burgos. (Iglesia de San Gil Abad de Burgos)

El mismo general francés se apoderó de un tríptico, que se encontraba en la iglesia de la Trinidad, cuya tabla central representaba a San Sebastián, y en una de las puertas aparecía San Roque y en la otra puerta un santo desnudo, y en la parte exterior del tríptico había retratos. Otro tríptico, que estaba en el claustro del convento y representaba la Venida del Espíritu Santo, de la escuela de Alberto Durero, también fue confiscado por el mismo general francés.
Los frailes trinitarios abandonaron definitivamente el convento en el año 1836, a causa de la Desamortización de Mendizábal. Las ruinas del monasterio y de la iglesia comenzaron a ser demolidas en 1836. En 1867, cuando las ruinas del edificio albergaban a numerosas familias pobres burgalesas, el escritor Vicente García y García se lamentaba de la destrucción del convento de la Santísima Trinidad:

La impía mano de la destrucción se encargó de reducir á cenizas obra tan escelente que por algunos se consideraba la octava maravilla, habiendo contribuido no poco los horrores de la guerra de la independencia á borrar de la superficie de la tierra una de las obras mas escelentes que salieron de las manos de los hombres.

La portada exterior de la capilla de San Ildefonso es uno de los escasos restos del desaparecido convento de la Trinidad que sobrevive en la actualidad. La portada y otras ruinas del monasterio fueron rehabilitadas a principios del siglo XXI, y en ellas se encuentran desde 2005 las sedes de Cáritas Diocesana y del Patrimonio Artístico de la ciudad de Burgos.

## Descripción de la iglesia de la Santísima Trinidad
La portada que daba acceso a la iglesia era de estilo gótico ojival florido y un testigo que la observó antes de su demolición proporciona la siguiente descripción:

Sus adornos, cresterías, marquesinas, estatuas y blasones estaban trabajados con el más exquisito gusto, siendo digno de llamar la atención el lindísimo medallón del centro, coronado por el escudo de las armas reales, obra acabadísima y de una delicadeza inconcebible de piedra, para el que no haya tenido la dicha de verla en el original. La guerra había respetado esta maravilla del arte, pero una mano impía la mandó derribar para enterrar sus restos entre las piedras de la fortificación. Sentimos todos y deploramos que tal brutalidad la cometiera un coronel de un cuerpo distinguido.

En la desaparecida iglesia de la Trinidad había varias capillas, entre las que destacaban la capilla mayor, la capilla de San Ildefonso, y la capilla de Santa María Magdalena, que antes de la demolición de la primitiva iglesia había sido la capilla mayor del primitivo templo.

### Capilla Mayor
La primitiva iglesia del convento de la Trinidad había sido demolida durante el reinado de Pedro I de Castilla, y la nueva iglesia, que comenzó a construirse a finales del siglo XIV, era de una sola nave y, según refiere el Padre Enrique Flórez en su obra España Sagrada, era muy suntuosa, larga, alta y ancha.
El presbiterio se encontraba rodeado por una barandilla, y en cada uno de los lados del presbiterio se hallaban colocados sendos atriles de bronce, en forma de águila. En la barandilla que rodeaba el lado del Evangelio del presbiterio se hallaba esculpida la inscripción: «Manriques sangre de Godos, defensa de los christianos, espanto de los paganos», y en la barandilla que rodeaba el lado de la Epístola del presbiterio aparecía la inscripción: «Y pues tales sois Manriques, no hay á do poder volar, sino al Cielo a descansar»

#### Retablo mayor
El retablo mayor de la iglesia de la Trinidad, según refiere el Padre Enrique Flórez, era de maravillosa traza, aunque antigua. Encima de la custodia colocada en el retablo había una rueda, en la que aparecían representados los principales misterios de la Fe cristiana, que era movida cuando era necesario.
En el retablo mayor aparecía la imagen de la Santísima Trinidad, y otros pasajes en relieve del Antiguo y del Nuevo Testamento, aunque también había esculturas. En el pedestal del retablo había dos grandes imágenes de San Juan de Mata y de San Félix de Valois.

#### Sepulturas de los Manrique de Lara

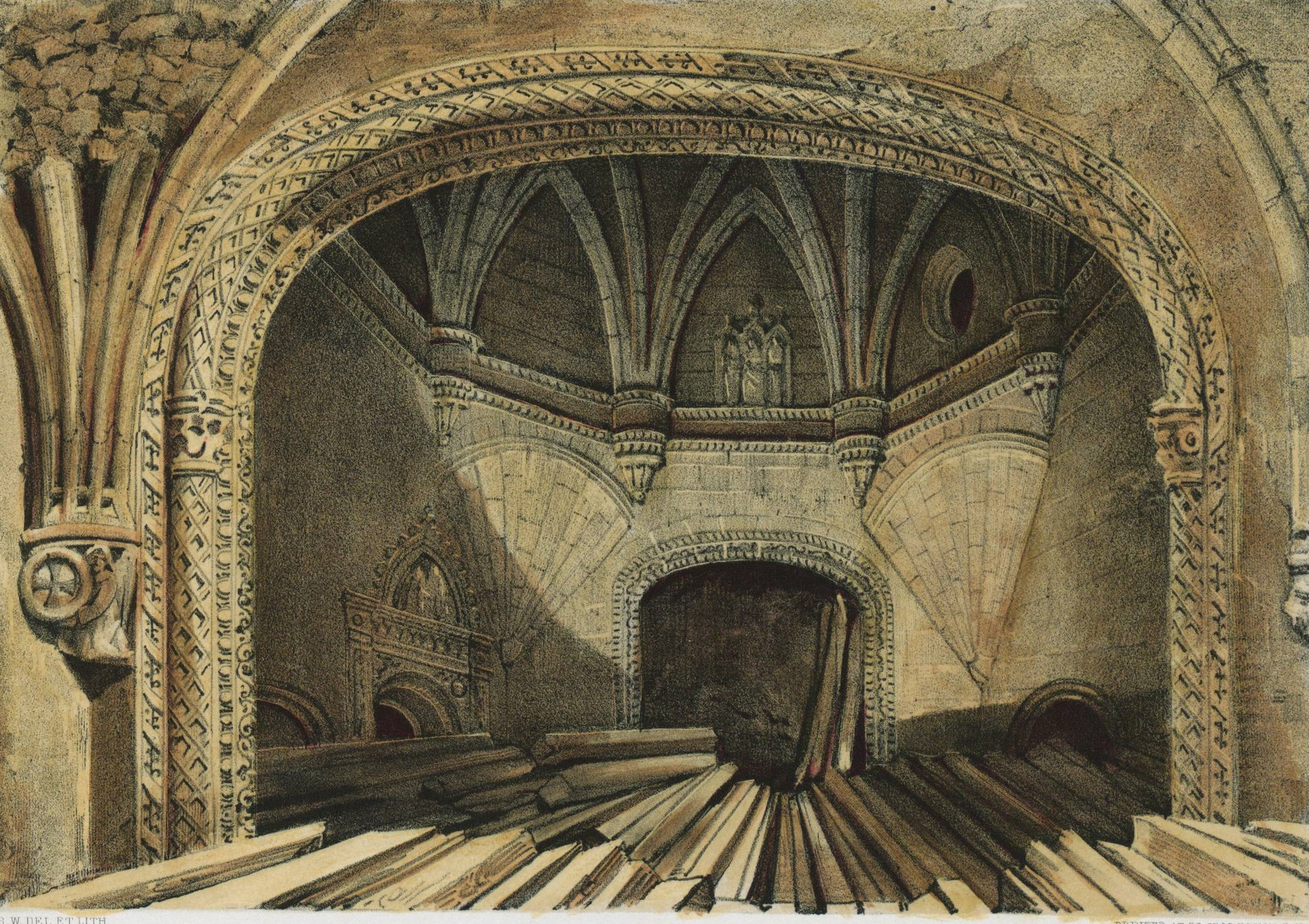
Ruinas del convento de la Stma. Trinidad de Burgos en 1852

En la capilla mayor del templo recibieron sepultura numerosos miembros de la familia Manrique de Lara, entre los que se cuentan:
- Garci IV Fernández Manrique de Lara (m. 1436). Fue el primer conde de Castañeda y también señor, entre otras, de la villa de Aguilar de Campoo.[27]
- Aldonza de Castilla (1382-1449), esposa del anterior. Fue hija de Juan Téllez de Castilla y bisnieta del rey Alfonso XI de Castilla.[27]
- Juan Fernández Manrique de Lara (1398-1493), II conde de Castañeda e hijo de los anteriores.[28]
- Beatriz Manrique de Lara, hermana del anterior.[29]
- Gabriel Fernández Manrique (1412-1482), hermano de la anterior. Fue conde de Osorno y duque de Galisteo.[30]
- Aldonza de Vivero (m. 1509),[31] esposa del anterior e hija de Alonso Pérez de Vivero y de Inés de Guzmán.[32]
- María Manrique (m. 1502), hija de los anteriores y esposa de Gonzalo Chacón, señor de Casarrubios del Monte y comendador de Montiel en la Orden de Santiago, entre otros cargos.[33]

En la capilla mayor de la iglesia y delante del presbiterio estaban colocados los sepulcros, con estatua yacente, de los primeros condes de Castañeda, que en la actualidad se encuentran en la capilla del Corpus Christi de la catedral de Burgos.

#### Sepulcro del infante Fadrique de Castilla
En el lado del Evangelio de la capilla mayor estaba el sepulcro del infante Fadrique de Castilla, hijo de Fernando III de Castilla y hermano de Alfonso X de Castilla, quien ordenó su ejecución en el año 1277. Los restos del infante Fadrique, que tras su ejecución habían sido arrojados a "un lugar indigno", fueron trasladados en el año 1282, por orden de su sobrino, el rey Sancho IV de Castilla, al convento de la Santísima Trinidad de Burgos, donde fueron depositados en un sepulcro que ordenó labrar el mismo monarca.
Los restos mortales del infante Fadrique descansaban en un sepulcro de jaspe, empotrado en la pared, y colocado encima de la puerta que comunicaba la sacristía con el templo. Según algunos autores, tras la demolición del convento de la Trinidad el sepulcro y los restos mortales del infante Fadrique de Castilla fueron trasladados al monasterio de las Huelgas de Burgos, aunque varios historiadores desmienten dicha afirmación. Por otra parte, algunos autores señalan que después de haber recibido sepultura en el convento de la Trinidad, los restos del infante fueron trasladados, por voluntad de su esposa o de su hija, Beatriz Fadrique de Castilla, al desaparecido convento de San Francisco de Salamanca, aunque varios historiadores descartan rotundamente esa posibilidad.

### Otras capillas

#### Capilla de San Ildefonso

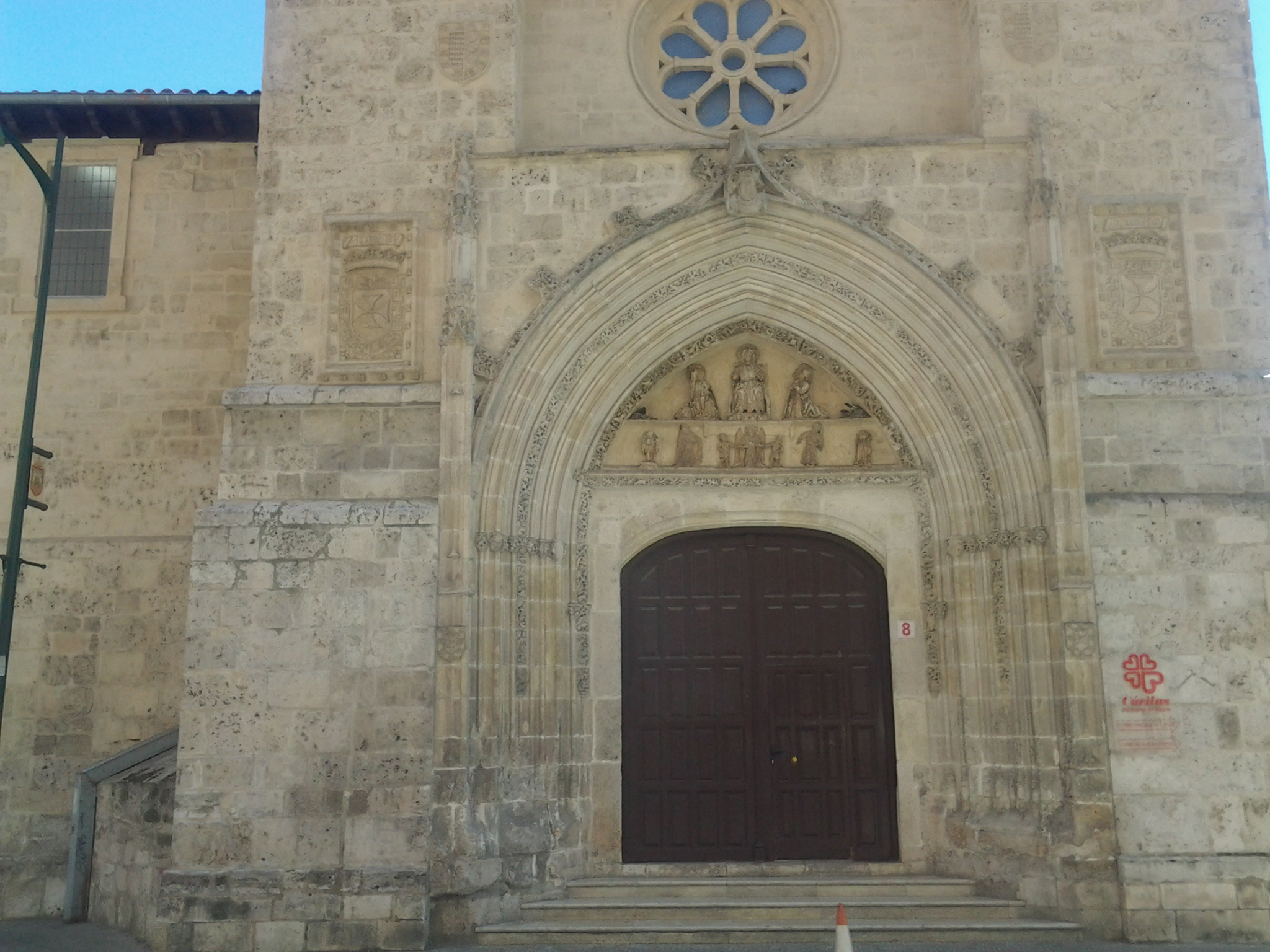
Portada de la capilla de San Ildefonso, en la calle San Francisco, (Burgos)

La portada exterior de la capilla de San Ildefonso, que se encuentra en la calle San Francisco, es uno de los escasos restos del desaparecido convento de la Trinidad que sobrevive en la actualidad. Es de estilo gótico, y está adornada con escudos de la Orden Trinitaria y de la familia Astudillo-Mazuelo.
Alonso de Astudillo Mazuelo dispuso sucesivamente en sus dos testamentos, el último de los cuales fue otorgado el 17 de junio de 1574, la fundación de la capilla y el colegio de San Ildefonso, anejos al convento de la Trinidad, cumpliendo de ese modo la voluntad de su madre y hermanos, aunque no especificó en ninguno de sus testamentos qué enseñanzas deberían impartirse en el colegio. Además, el historiador Ismael García Rámila, basándose en las antiguas crónicas, afirma que la fundación del colegio nunca se llevó a cabo, y que la finalización de la capilla fue costeada un siglo después por Alonso del Carnero, caballero de la Orden de Santiago y secretario del Despacho Universal. La capilla fue terminada en 1694 y ese año, con toda solemnidad, fue trasladada a ella la imagen del Stmo. Cristo de Burgos.
La imagen del Stmo. Cristo de Burgos, según refiere la tradición, aunque ello ha sido desmentido por numerosos historiadores, había sido traído a España por San Juan de Mata, fundador de la Orden Trinitaria y del convento de la Trinidad de Burgos. Tras la demolición del primitivo convento, y una vez edificada la nueva iglesia de la Trinidad, la imagen fue colocada en la capilla de San Blas y, después de haber permanecido un tiempo en una capilla del claustro, fue trasladada a la capilla de San Ildefonso. 
En 1809, tras la ocupación del convento por las tropas francesas durante la Guerra de la Independencia, la imagen del Stmo. Cristo de Burgos fue trasladada a la iglesia de San Gil Abad de la ciudad de Burgos. No obstante, en el año 1815, una vez terminada la Guerra de la Independencia, los frailes trinitarios refundaron la capilla del Stmo. Cristo y la imagen fue colocada en ella, hasta que en febrero de 1836, durante la Desamortización de Mendizábal y la posterior demolición de los restos del convento de la Trinidad, la imagen fue trasladada de nuevo a la iglesia de San Gil Abad, en la que se venera en la actualidad.
Uno de los patronos de la capilla de San Ildefonso fue Joaquín de Acuña y Astudillo, marqués de Escalona.

#### Capilla de San Blas
La capilla de San Blas, según los testigos que la contemplaron, era:

Muy suntuosa, toda de piedra franca, con una maravillosa bóveda, con rico y grande retablo.

El patronato de la capilla correspondía a la familia Arriaga y en ella se celebraba con gran solemnidad el día de San Blas, cuya festividad es el día 3 de febrero. Uno de sus patronos fue Julián Arriaga, caballero de la Orden de Alcántara.

#### Otras capillas
- Capilla de Santa Catalina. Estaba situada enfrente de la capilla de San Blas y, en la festividad de la Santísima Trinidad, la procesión que discurría por el interior del templo debía pasar por la capilla, tras haber pasado por el claustro.[26]
- Capilla de la familia Cañas. Uno de sus patronos fue Luis de Cañas, que estuvo casado con la marquesa de Vallecerrato.[47]
- Capilla de Nuestra Señora. Uno de sus patronos fue Juan de Santamaría Salazar, regidor de la ciudad de Burgos.[47]
- Capillas del marqués de Castromonte. En ellas estaban sepultados varios miembros de la familia Santo Domingo Manrique, señores de Estépar.[47]